# Moroni Olsen
Moroni Olsen (Ogden, 27 juni 1889 – Los Angeles, 22 november 1954) was een Amerikaans acteur.

## Levensloop
Olsen werd geboren in Ogden in Utah als zoon van mormoonse ouders. In 1923 begon hij zijn acteercarrière in een rondtrekkend toneelgezelschap. Hij was ook enkele jaren actief op Broadway, voordat hij in 1935 als acteur op het witte doek debuteerde. Hij leende onder meer zijn stem voor de rol van de toverspiegel in Snow White and the Seven Dwarfs (1937) en de hoofdengel in It's a Wonderful Life (1946).
Olsen stierf op 65-jarige leeftijd aan een hartaanval in 1954.

## Filmografie (selectie)
- 1935: The Three Musketeers
- 1935: Annie Oakley
- 1935: Seven Keys to Baldpate
- 1936: The Witness Chair
- 1936: Yellow Dust
- 1936: We're Only Human
- 1936: Grand Jury
- 1936: The Farmer in the Dell
- 1936: Mary of Scotland
- 1936: The Plough and the Stars
- 1937: Adventure's End
- 1937: Snow White and the Seven Dwarfs
- 1938: Kentucky
- 1938: Gold Is Where You Find It
- 1938: Kidnapped
- 1939: The Three Musketeers
- 1939: Code of the Secret Service
- 1939: Homicide Bureau
- 1939: Invisible Stripes
- 1939: Dust Be My Destiny
- 1939: Sons of Liberty (korte film)
- 1939: That's Right-You're Wrong
- 1939: Susannah of the Mounties
- 1939: Rose of Washington Square
- 1939: Allegheny Uprising
- 1940: Santa Fe Trail
- 1940: Brother Rat and a Baby
- 1940: East of the River
- 1940: Brigham Young
- 1941: Three Sons o' Guns
- 1941: One Foot in Heaven
- 1941: If I Had My Way
- 1941: Dive Bomber
- 1941: Dangerously They Live
- 1942: Nazi Agent
- 1942: Mrs. Wiggs of the Cabbage Patch
- 1942: The Glass Key
- 1942: Reunion in France
- 1942: Ship Ahoy
- 1943: The Song of Bernadette
- 1943: We've Never Been Licked
- 1943: Air Force
- 1944: Roger Touhy, Gangster
- 1944: Buffalo Bill
- 1944: Ali Baba and the Forty Thieves
- 1944: Cobra Woman
- 1945: Pride of the Marines
- 1945: Don't Fence Me In
- 1945: It's a Wonderful Life
- 1945: Week-End at the Waldorf
- 1945: Mildred Pierce
- 1946: Night in Paradise
- 1946: The Walls Came Tumbling Down
- 1946: Notorious
- 1946: Boys' Ranch
- 1946: The Beginning or the End
- 1947: The Long Night
- 1947: The High Wall
- 1947: Black Gold
- 1947: That Hagen Girl
- 1947: Life with Father
- 1947: Possessed
- 1948: Call Northside 777
- 1948: Command Decision
- 1949: The Fountainhead
- 1949: Task Force
- 1950: Father of the Bride
- 1951: Father's Little Dividend
- 1951: Submarine Command
- 1951: No Questions Asked
- 1952: Lone Star
- 1952: At Sword's Point
- 1953: Marry Me Again
- 1954: The Long, Long Trailer
- 1954: Sign of the Pagan